# Konfliktusvezérelt klóztanulás
Az informatikában a konfliktusvezérelt klóztanulás (CDCL) a logikai kielégítési probléma (SAT) megoldására szolgáló algoritmus. Adott egy logikai képlet, a SAT-probléma változók hozzárendelését kéri, hogy a teljes képlet igaz legyen. A CDCL SAT megoldók belső működését a DPLL megoldók ihlették. A fő különbség a CDCL és a DPLL között az, hogy a CDCL visszaugrása nem kronologikus.
A konfliktusvezérelt klózok tanulását Marques-Silva és Sakallah (1996, 1999), valamint Bayardo és Schrag (1997) javasolta.

## Háttér

### Logikai kielégítési probléma
A kielégítési probléma abban áll, hogy egy adott képlethez megfelelő hozzárendelést találunk konjunktív normál formában (CNF).
( ( nem A ) vagy ( nem C ) ) és ( B vagy C ),
vagy egy általános jelöléssel:
{\displaystyle (\lnot A\lor \lnot C)\land (B\lor C)}
ahol A, B, C logikai változók, {\displaystyle \lnot A}, {\displaystyle \lnot C}, {\displaystyle B}, és {\displaystyle C} litárlok, és {\displaystyle \lnot A\lor \lnot C} és {\displaystyle B\lor C} klózok.
{\displaystyle A=\mathrm {False} ,B=\mathrm {False} ,C=\mathrm {True} }
mivel igazzá teszi az első klózt (hiszen {\displaystyle \lnot A} igaz), valamint a másodikat (mivel {\displaystyle C} igaz).
Ez a példa három változót használ ( A, B, C ), és mindegyikhez két lehetséges hozzárendelés (igaz és hamis) van. Tehát az egyiknek van {\displaystyle 2^{3}=8} lehetősége. Ebben a kis példában a brute-force keresést használhatjuk az összes lehetséges hozzárendelés kipróbálásához, és ellenőrizhetjük, hogy megfelelnek-e a képletnek.
De realisztikus alkalmazásokban, amelyekben milliónyi változó és klóz található, a brute force keresés nem praktikus. A SAT-megoldó feladata, hogy hatékonyan és gyorsan megtalálja a kielégítő feladatot összetett CNF-képletek különböző heurisztikáinak alkalmazásával.

### Unit klóz szabály (unit propagáció vagy egységterjesztés)
Ha egy nem kielégítő klóznak egy kivételével minden literálja vagy változója Hamis értékkel van kiértékelve, akkor a szabad literálnak igaznak kell lennie ahhoz, hogy a klóz igaz legyen. Például, ha az alábbi nem kielégítő klózt a következővel értékeljük ki {\displaystyle A=\mathrm {Hamis} } és {\displaystyle B=\mathrm {Hamis} } nekünk kell hogy legyen {\displaystyle C=\mathrm {Igaz} } a klóz érdekében {\displaystyle (A\lor B\lor C)} hogy igaz legyen.
A unit klóz szabály iterált alkalmazását unit propagációnak vagy Boole-kényszer-propagációnak (BCP) nevezik.

### Rezolúció
Vegyünk két kitételt {\displaystyle (A\lor B\lor C)} és {\displaystyle (\neg C\lor D\lor \neg E)}. A klóz {\displaystyle (A\lor B\lor D\lor \neg E)}, amelyet a két klóz egyesítésével és mindkettő eltávolításával kapunk {\displaystyle \neg C} és {\displaystyle C}, a két klóz oldójának nevezzük.

## Algoritmus
A konfliktus-vezérelt klózok tanulása a következőképpen működik.
1. Válasszon ki egy változót, és rendelje hozzá az igaz vagy hamis értéket. Ezt döntési állapotnak nevezik. Emlékezzen a feladatra.
2. Alkalmazza a logikai kényszer propagációt (unit propagáció).
3. Építsd meg az implikációs gráfot.
4. Ha bármilyen konfliktus van
  1. Keresse meg az implikációs grafikonon azt a vágást, amely az ütközéshez vezetett
  2. Hozz létre egy új klózt, amely a konfliktushoz vezető hozzárendelések tagadása
  3. Nem kronologikusan visszalépni ("visszaugrás") a megfelelő döntési szintre, ahol az elsőként hozzárendelt, a konfliktusban érintett változót hozzárendelték
5. Ellenkező esetben folytassa az 1. lépéstől, amíg az összes változóértéket hozzá nem rendeli.

## Példa
A CDCL algoritmus vizuális példája:

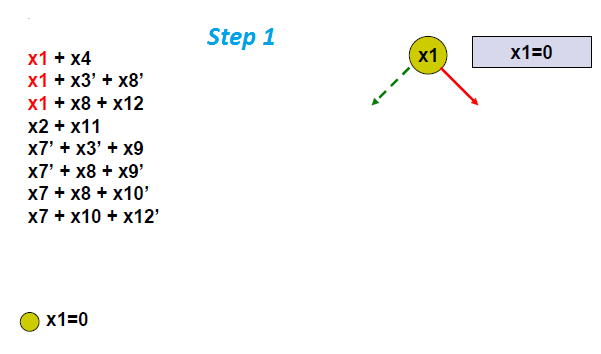
Első elágazó változónál válasszuk az x1-et. A sárga kör tetszőleges döntést jelent.
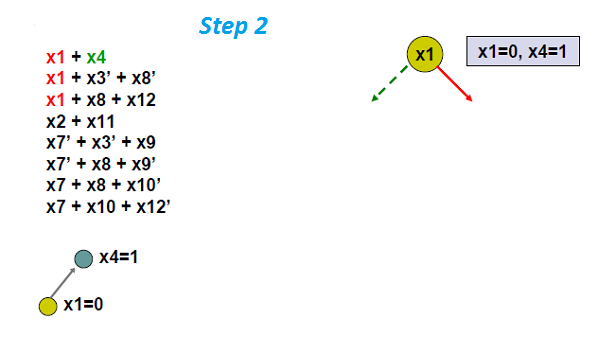
Most alkalmazza a unit propagációt, ami azt eredményezi, hogy x4-nek 1-nek kell lennie (azaz igaznak). A szürke kör a unit propagáció során kényszerített változó hozzárendelést jelent. Az így kapott gráfot implikációs gráfnak nevezzük.
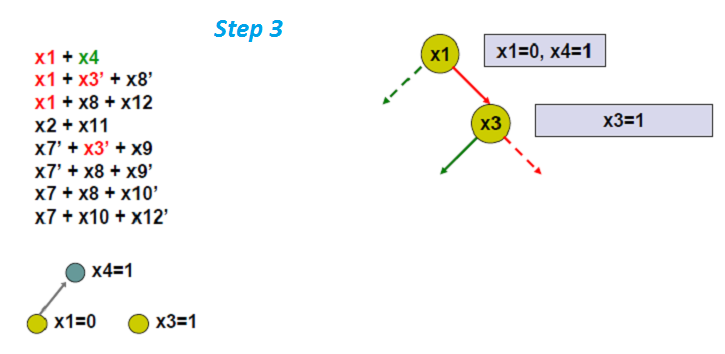
Tetszőlegesen válasszon másik elágazó változót, az x3-at.
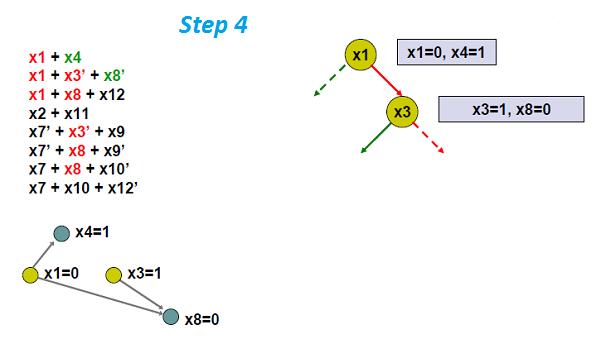
Alkalmazza a unit propagációt, és keresse meg az új implikációs gráfot.
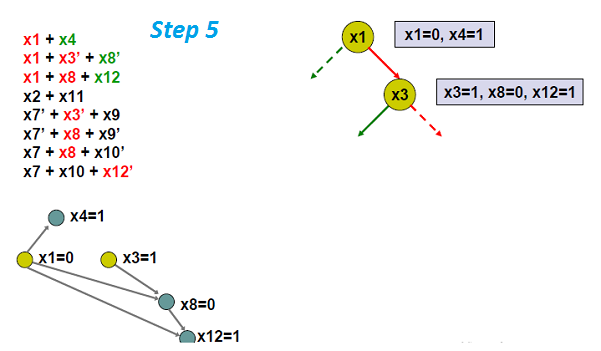
Itt az x8 és x12 változók 0-ra, illetve 1-re vannak kényszerítve.
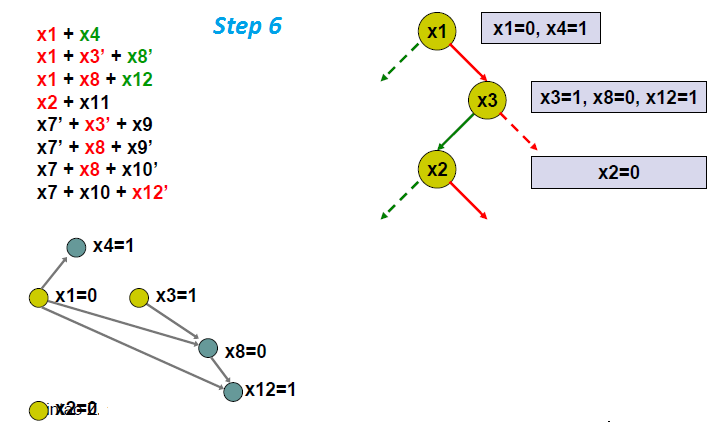
Válasszon egy másik elágazó változót, x2.
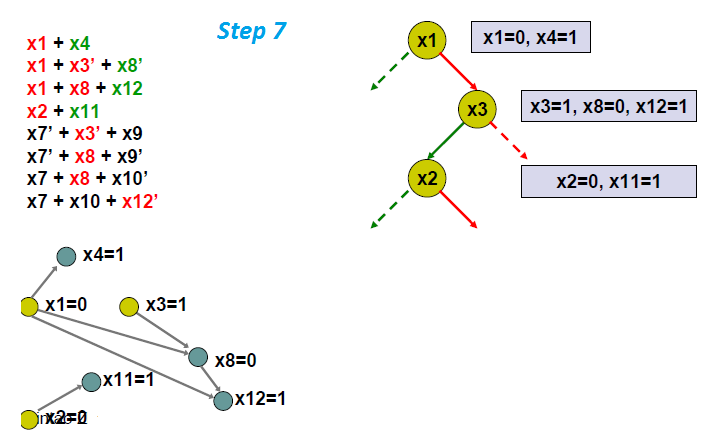
Keresse meg az implikációs gráfot.
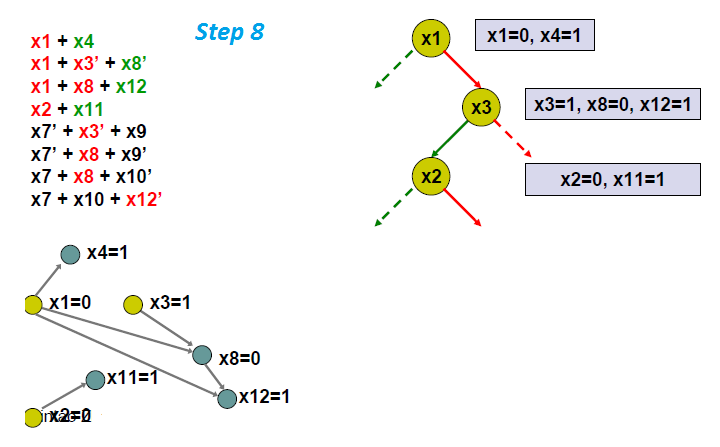
Válasszon egy másik elágazási változót, az x7-et.
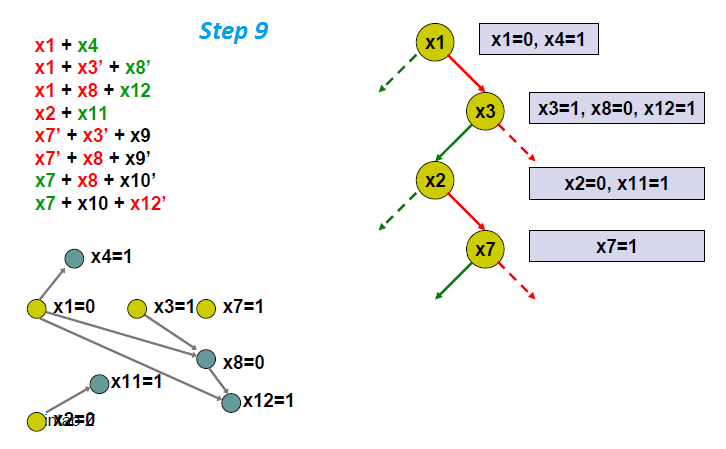
Keresse meg az implikációs gráfot.
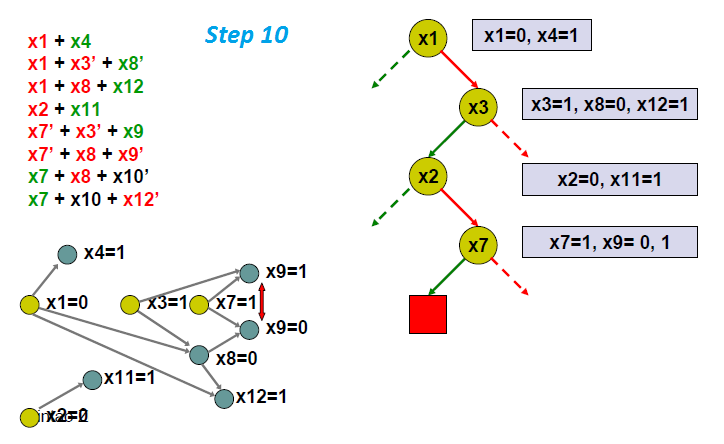
Talált konfliktust!
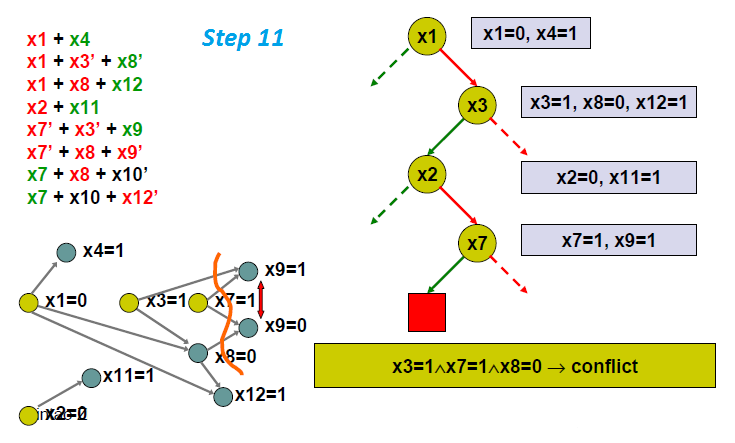
Keresse meg azt a vágást, amely ehhez a konfliktushoz vezetett. A vágásból keressen egy ellentétes állapotot.
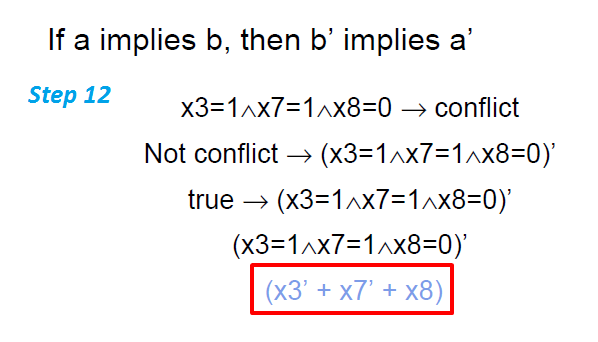
Vegyük ennek a feltételnek a tagadását, és tegyük klózzá.
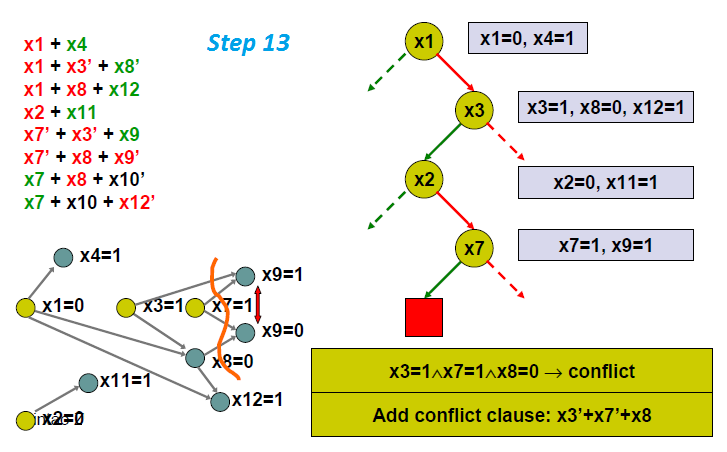
Konfliktus klóz hozzáadása a problémához.
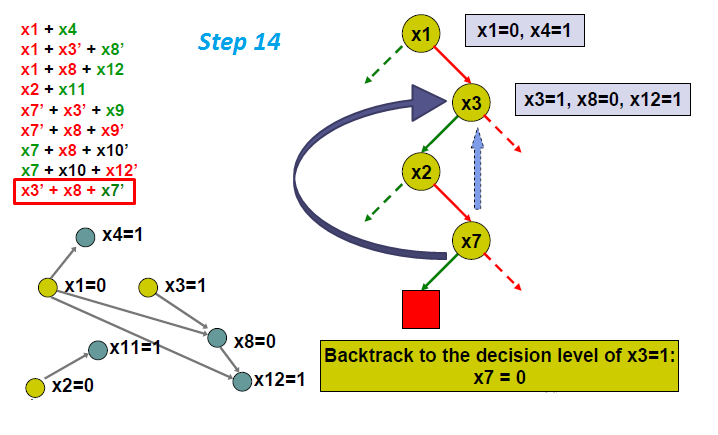
Nem időrendi backtrack a megfelelő döntési szintre, amely ebben az esetben a tanult klóz literáljainak második legmagasabb döntési szintje.
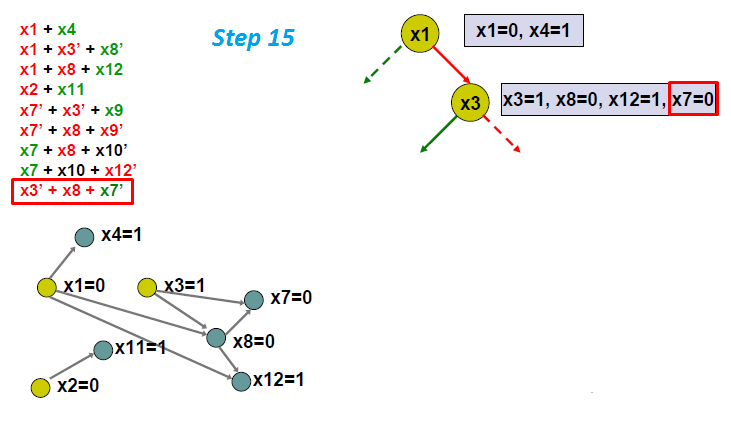
Visszaugrás és változó értékek beállítása ennek megfelelően.

## Teljesség
A DPLL egy megbízható és teljes algoritmus a SAT számára. A CDCL SAT megoldói megvalósítják a DPLL-t, de megtanulhatnak új klózokat, és nem kronologikusan léphetnek vissza. A konfliktuselemzéssel végzett klóztanulás nem befolyásolja sem a megalapozottságot, sem a teljességet. Az új klózokat feloldási művelettel azonosítja az ütközéselemzés. ezért minden egyes tanult klóz kikövetkeztethető az eredeti klózból és a többi tanult klózból a feloldási szekvencia sorozatával. Ha cN az új tanult klóz, akkor ϕ akkor és csak akkor teljesíthető, ha ϕ ∪ {cN} is kielégíthető. Ezen túlmenően a módosított backtrack lépés sem befolyásolja a megbízhatóságot vagy a teljességet, mivel a visszalépési információkat minden új tanult klózból kapjuk.

## Alkalmazások
A CDCL algoritmus fő alkalmazása a különböző SAT-megoldókban található, beleértve:
- MiniSAT
- Zchaff SAT
- Z3
- Glükóz[6]
- ManySAT stb.

A CDCL algoritmus annyira erőssé tette a SAT-megoldókat, hogy számos alkalmazási területen alkalmazzák hatékonyan a gyakorlatban, mint például a mesterséges intelligencia tervezése, bioinformatika, szoftverteszt-minta generálása, szoftvercsomag-függőségek, hardver- és szoftvermodell-ellenőrzés és kriptográfia.

## Kapcsolódó algoritmusok
A CDCL-hez kapcsolódó algoritmusok a Davis–Putnam-algoritmus és a DPLL algoritmus. A DP algoritmus rezolúció cáfolatokat használ, és lehetséges memóriaelérési problémája van. Míg a DPLL algoritmus megfelelő a véletlenszerűen generált példányokhoz, rossz a gyakorlati alkalmazásokban generált példányokhoz. A CDCL hatékonyabb megoldás az ilyen problémák megoldására, mivel a CDCL alkalmazása kevesebb állapottér-keresést biztosít a DPLL-hez képest.

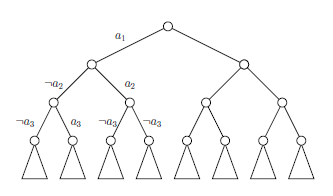
DPLL: nincs tanulás és időrendi visszalépés (backtrack).
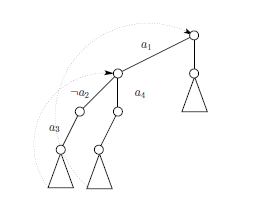
CDCL: konfliktus-vezérelt záradéktanulás és nem – kronologikus visszalépés.

## Fordítás
Ez a szócikk részben vagy egészben  a   Conflict-driven clause learning című angol Wikipédia-szócikk ezen változatának fordításán alapul.  Az eredeti cikk szerkesztőit annak laptörténete sorolja fel. Ez a jelzés csupán a megfogalmazás eredetét és a szerzői jogokat jelzi, nem szolgál a cikkben szereplő információk forrásmegjelöléseként.